# Cord Naujokat
Cord Naujokat (* 24. Dezember 1964 in Lüneburg) ist ein deutscher Immunologe und Onkologe. Er ist außerplanmäßiger Professor für Immunologie an der medizinischen Fakultät der Universität Heidelberg und Arzt für Transfusionsmedizin.

## Arbeit
Nach Arbeiten über die Rolle des Ubiquitin-Proteasom-Systems in Krebs- und Immunzellen (2000–2009), beschrieb und erforschte Naujokat ab 2009 die Wirkung und Effekte des Ionophor-Antibiotikums Salinomycin bei der Abtötung von humanen Krebsstammzellen und setzte im Jahr 2009, gemeinsam mit Roman Steinhart, Salinomycin erstmals erfolgreich bei der Therapie von Patienten mit resistenten und hochaggressiven Krebsarten ein. Im Jahr 2011 gründete Naujokat ein internationales Netzwerk für individualisierte Onkologie, das erstmals Krebspatienten eine individuelle und maßgeschneiderte Krebskombinationstherapie ermöglicht.